# Sugar Blue

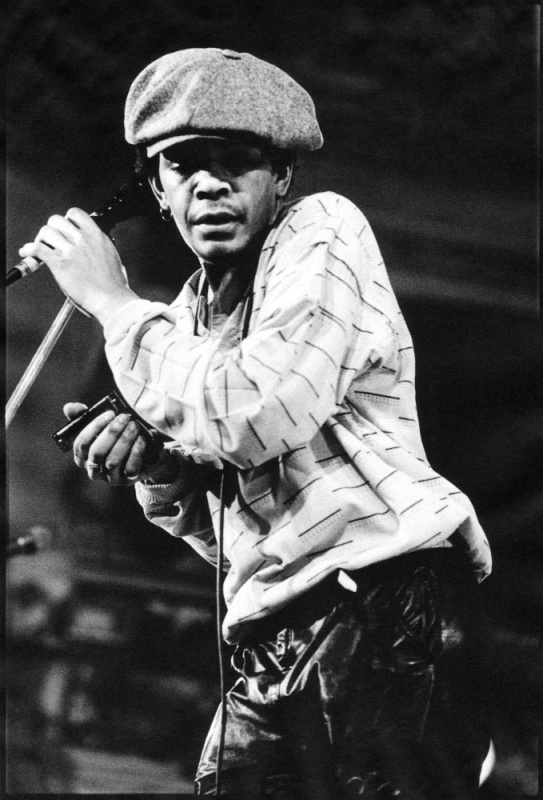
Lucerna music hall, Prag, 26. Oktober 1988

Sugar Blue (* 16. Dezember 1949 in Harlem, New York City als James Whiting) ist ein US-amerikanischer Blues-Mundharmonikaspieler.

## Leben
James Whitings Eltern waren Künstler, die regelmäßig im Apollo Theater in Harlem auftraten. Seine erste Harmonika bekam er im Alter von 10 Jahren und bereits mit sechzehn Jahren war er Teil von Chicagos Bluesszene. 1976 zog er nach Paris, wo er mit The Rolling Stones in Kontakt kam. Zudem arbeitete er unter anderem mit Willie Dixon, Louisiana Red, Bob Dylan, Stan Getz, Ray Charles, Frank Zappa und weiteren Musikern zusammen. Als Sugar Blue 1980 seine erste Soloplatte herausbrachte, war er bereits kein Unbekannter mehr. Seine bekannteste Arbeit ist in dem Song Miss You der Rolling Stones zu hören. In der Folge zogen die Rolling Stones Sugar Blue immer wieder hinzu.
1997 gastierte Sugar Blue bei einigen Konzerten von Prince’ Tournee Love-4-One-Another-Charities-Tour live auf der Bühne. 1998 spielte er mit seiner Harmonica auf der Beerdigung von Junior Wells (ein Blues-Harp-Spieler) mit Billy Branch zusammen einen Trauermarsch.
Sugar Blue zog es vor auch eigene Wege zu gehen, anstatt fester Sideman der Rolling Stones zu werden. So hat er regelmäßig eigene Alben aufgenommen, die im Blues verwurzelt sind, aber oft dessen musikalische Schemata sprengen. Daneben ist er auch mit anderen Projekten immer wieder Engagements eingegangen, zum Beispiel mit der Gruppe von Stan Getz. 1985 erhielt er einen Grammy-Award.

## Diskographie
- 1978 Red, Funk and Blue, Black Panther (Duo mit Louisiana Red)
- 1979 King Bee, JSP (mit Louisiana Red)
- 1980 Crossroads, Blue Silver
- 1982 From Chicago to Paris, Blue Silver
- 1984 High Voltage Blues, JSP (mit Louisiana Red)
- 1991 Absolutly Blue, Seven Seas/King
- 1994 Blue Blazes, Alligator
- 1995 In Your Eyes, Alligator
- 1998 The Blues Spectrum of Louisiana Red, JSP
- 2007 Code Blue, Beeble
- 2010 Threshold, Beeble